# Геалия
Геалия (ивр. גְּאַלְיָה‎) — мошав в центральной части Израиля. Мошав расположен на прибрежной равнине и занимает 2 квадратных километра, находится под юрисдикцией регионального совета Ган-Раве. В 2020 году население мошава составляло 973 человек.

## История
Мошав был основан в 1948 году выходцами из Болгарии.
Он расположен к югу от древнего городища Тель-Шалаф, где были найдены артефакты железного века. Тель-Шалаф некоторые ученые отождествляют с городом Эльтеке. Эльтеке появляется в «Анналах» Синаххериба как место битвы между ассирийцами и египтянами в 701 году до н. э., а в Танахе — как город левитов на территории племен колена Дана.

## Галерея

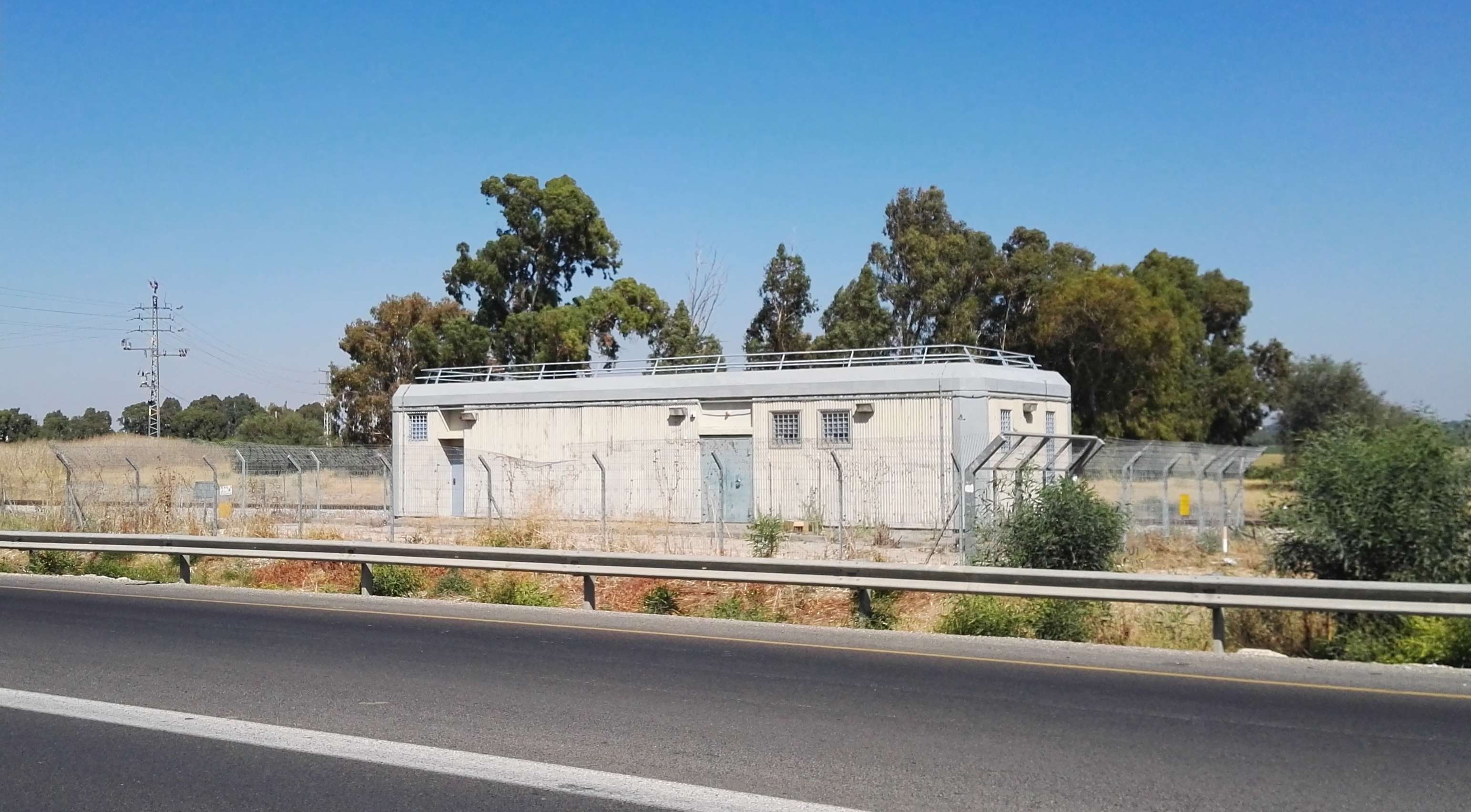
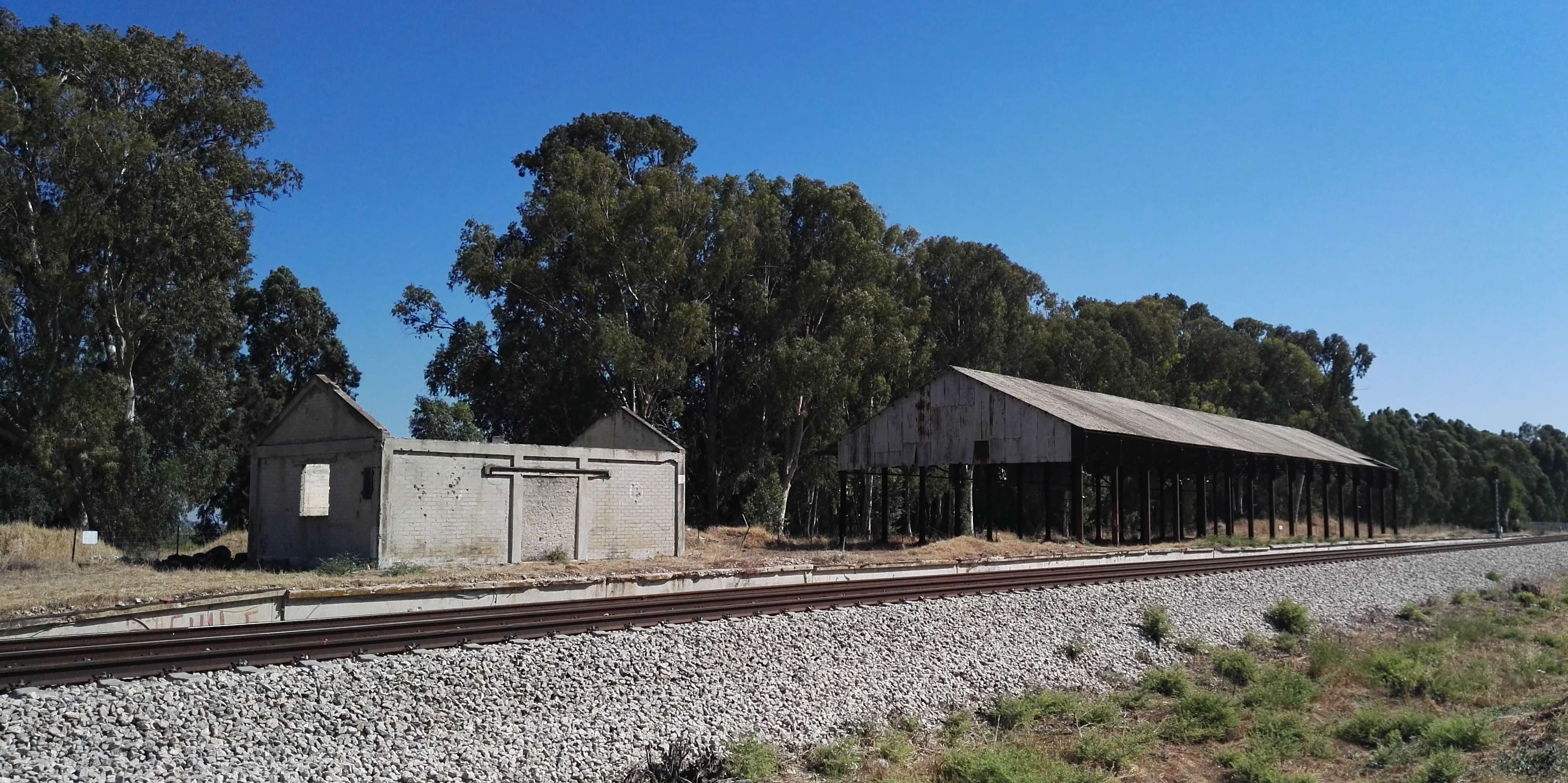
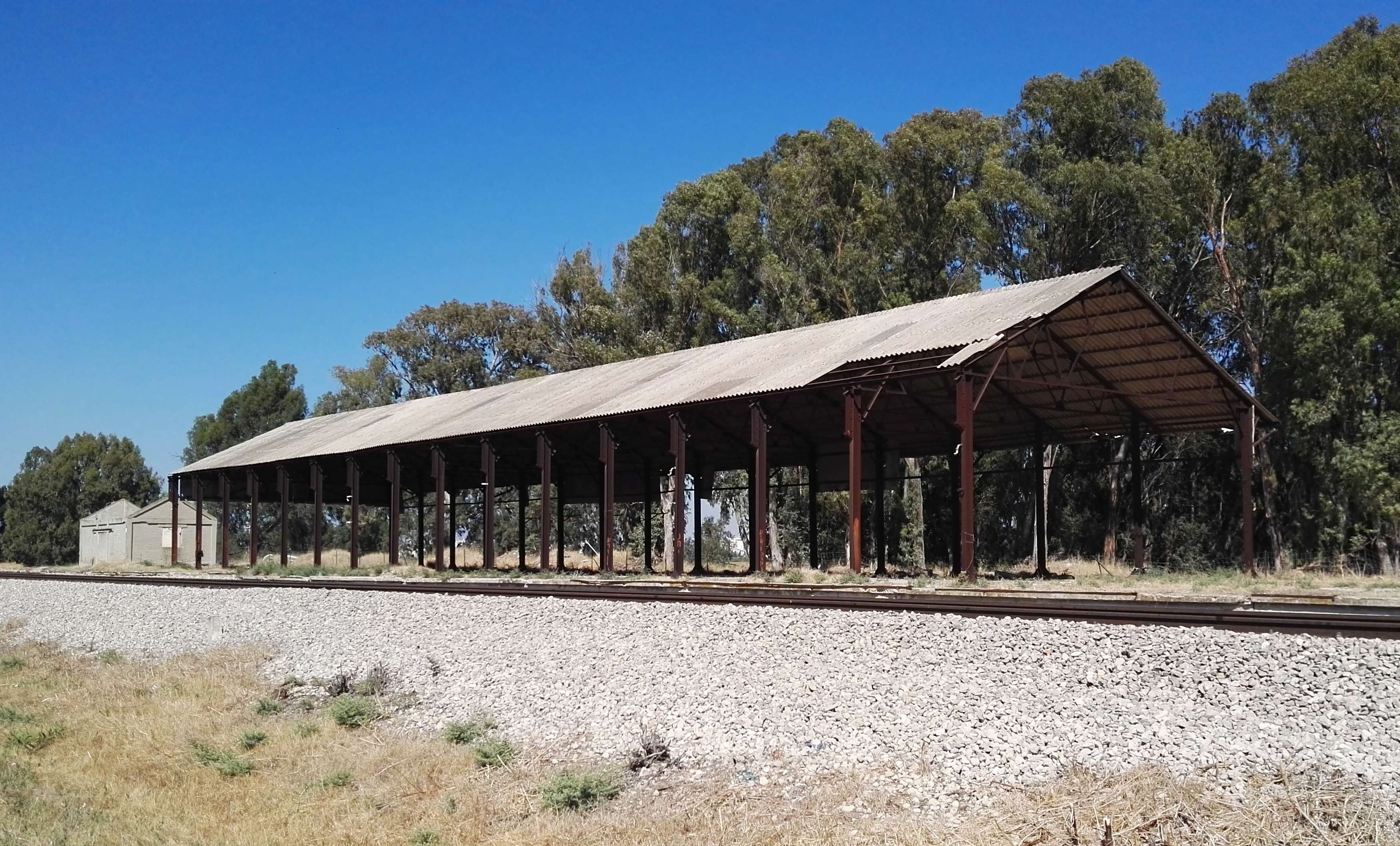
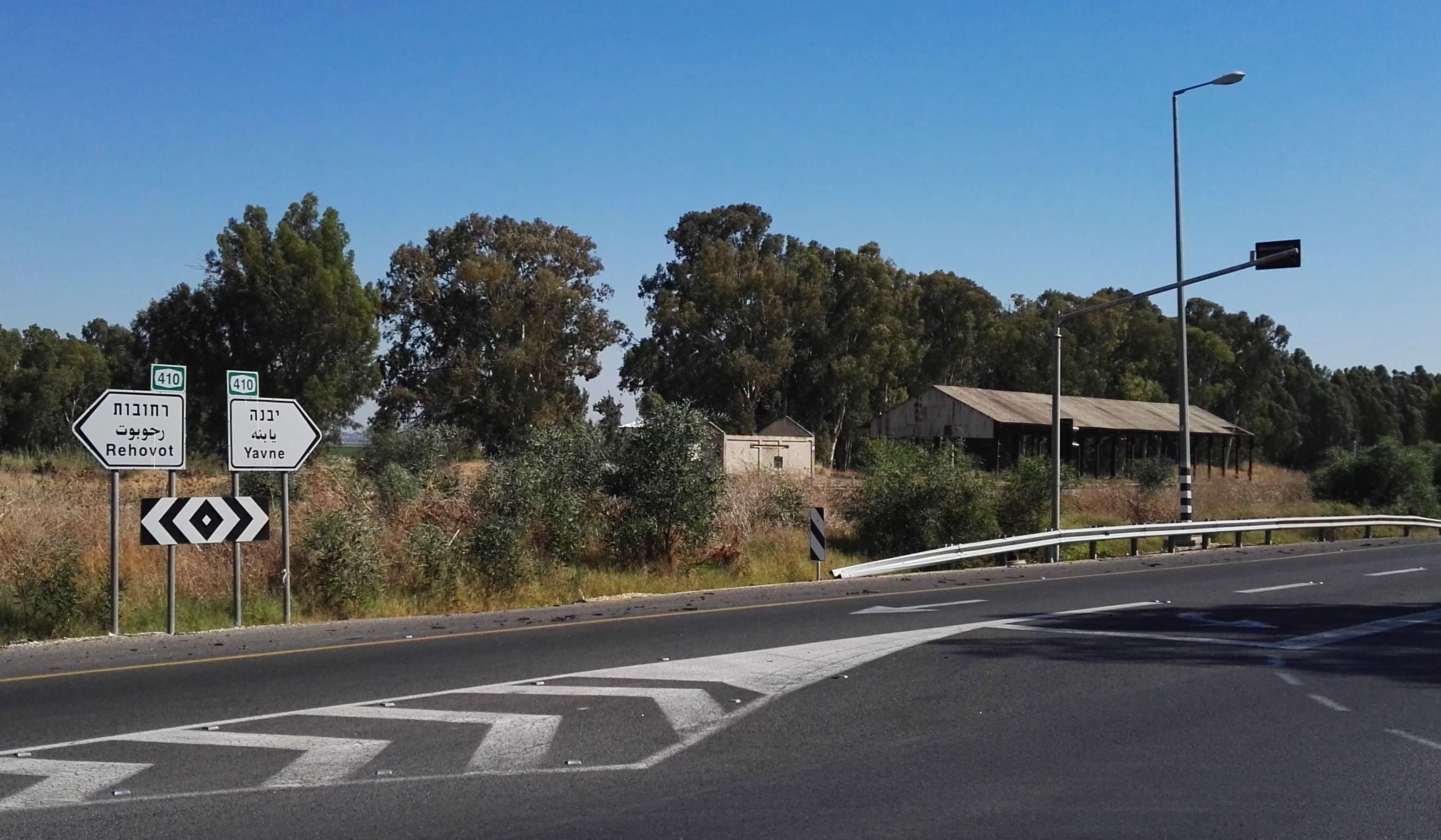
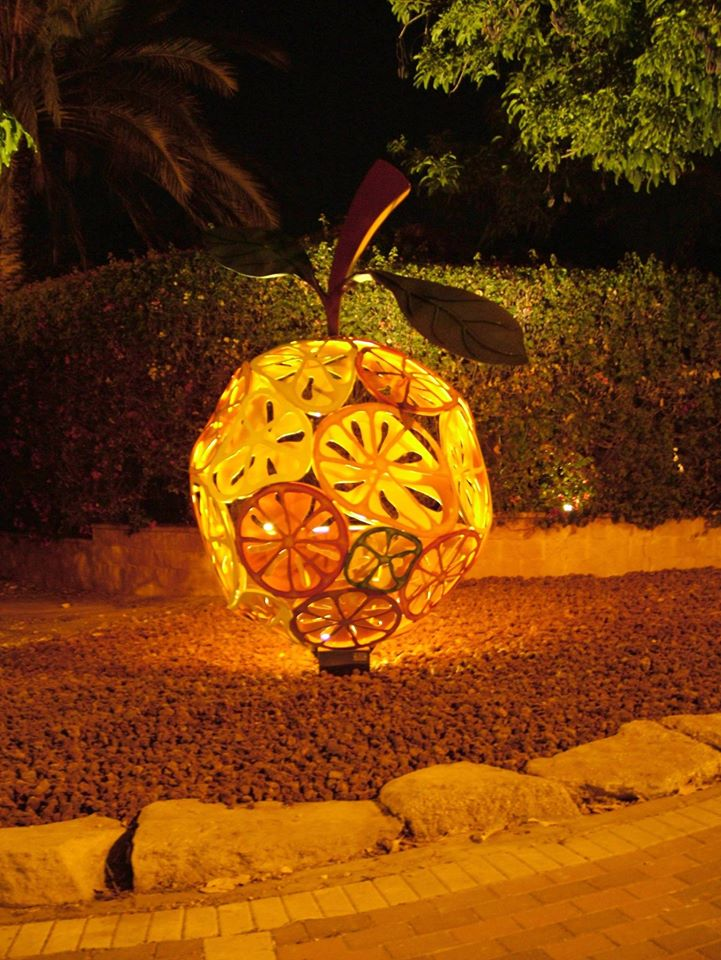

## Население
По данным Центрального статистического бюро Израиля, население на начало 2020 года составляло 973 человека.